# Nowo Konomładi
Nowo Konomładi (bułg. Ново Кономлади) – wieś w Bułgarii, w obwodzie Błagojewgrad, w gminie Petricz. Według danych szacunkowych Ujednoliconego Systemu Ewidencji Ludności oraz Usług Administracyjnych dla Ludności, 15 czerwca 2020 roku miejscowość liczyła 123 mieszkańców.

## Osoby związane z miejscowością

### Urodzeni
- Stojan Murin (1930–2018) – bułgarski pisarz

### Zmarli
- Christo Cwetkow (1877–1934) – bułgarski rewolucjonista